# Campeonato de Fórmula 2 de 2023
O Campeonato de Fórmula 2 de 2023 foi a sétima temporada do Campeonato de Fórmula 2 da FIA, um campeonato de automobilismo para automóveis de Fórmula 2 que é sancionado pela Federação Internacional de Automobilismo (FIA). É uma categoria de monopostos que serve como o segundo nível de corridas de fórmulas no FIA Global Pathway. A categoria é disputada em apoio ao Campeonato Mundial de Fórmula 1 de 2023, com cada rodada ocorrendo em conjunto com um Grande Prêmio.
2023 foi a última temporada em que o chassi Dallara F2 2018 e o pacote de motor Mecachrome V6 monoturbo V634T de 3,4 litros — que estreou na temporada de 2018 — será usado na competição. Um novo pacote de chassi e motor será introduzido a partir da temporada de 2024.
O piloto francês Théo Pourchaire, da ART Grand Prix, conquistou o título na última etapa da categoria, realizada em Abu Dhabi, ao terminar a corrida na quinta posição. O francês, que estava em seu terceiro ano na Fórmula 2, conquistou apenas uma vitória, enquanto o dinamarquês Frederik Vesti, seu principal oponente, havia conquistado seis. Mas a regularidade de Pourchaire, que obteve mais pódios do que Vesti, lhe garantiu o triunfo no campeonato. A ART venceu o Campeonato de Equipes pela primeira vez na Fórmula 2.

## Pilotos e equipes

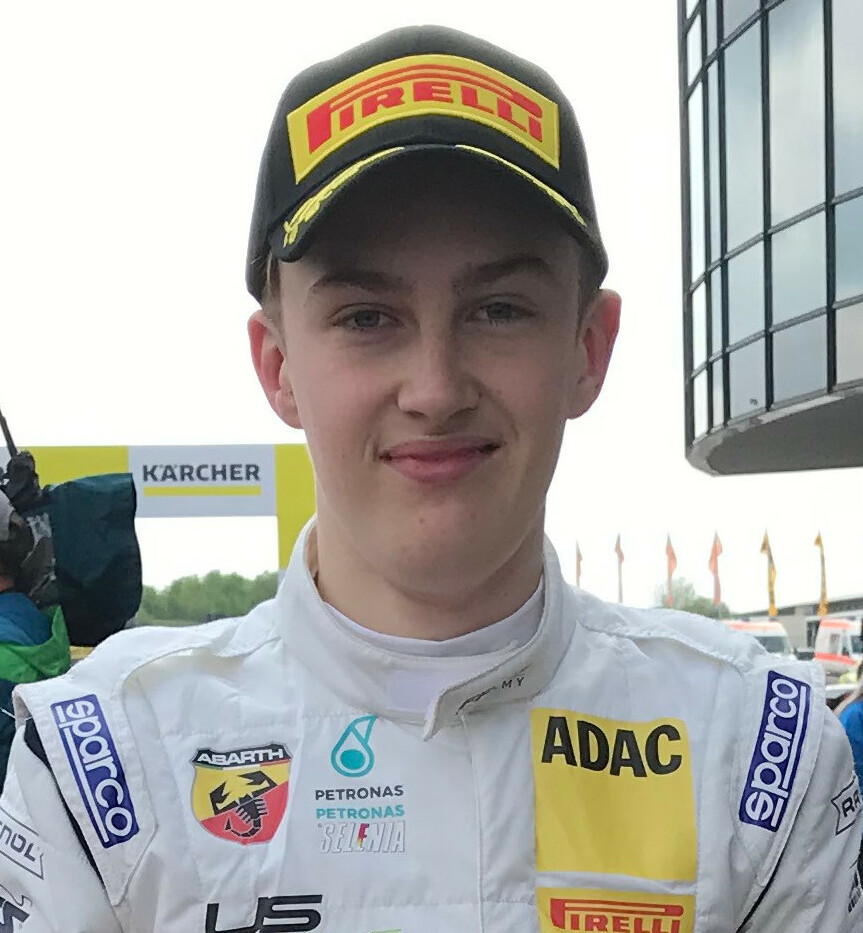
Campeão:  Théo Pourchaire
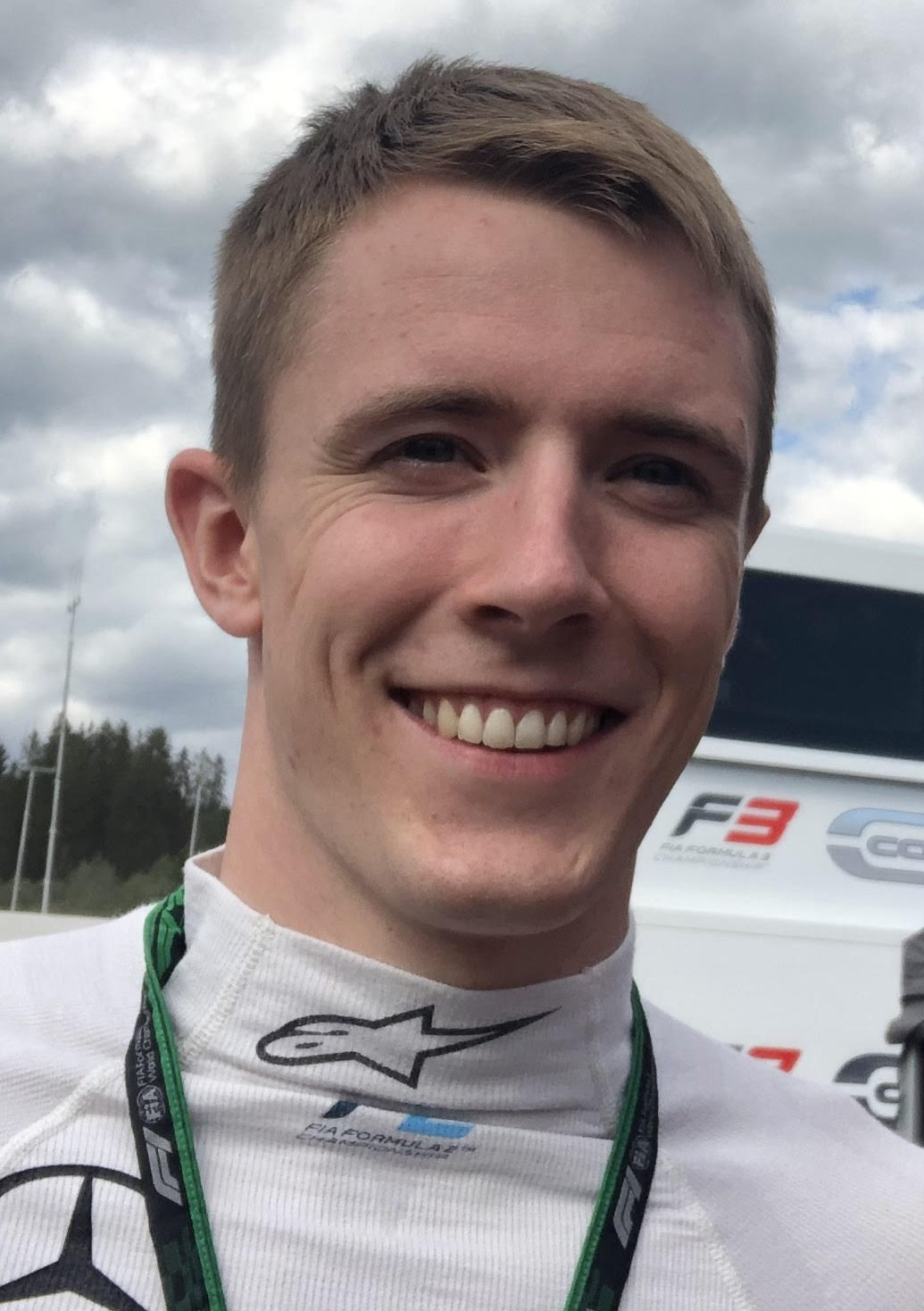
Vice-campeão:  Frederik Vesti
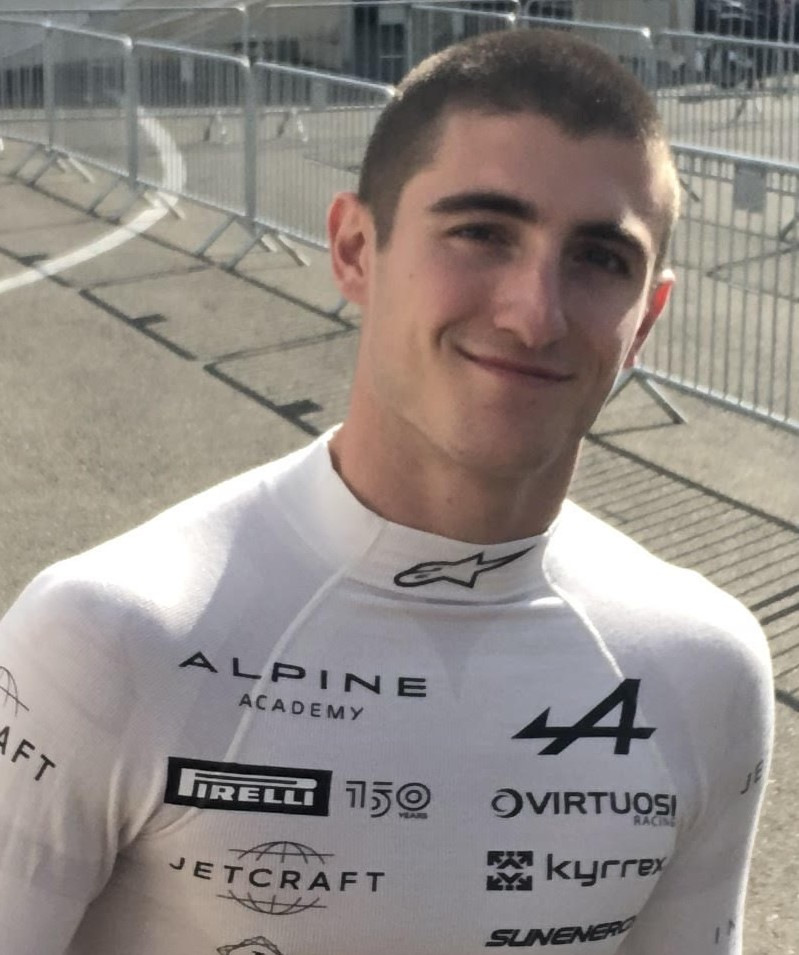
Terceiro lugar:  Jack Doohan

Por ser uma categoria de monotipos, todos os concorrentes competiram com um chassi Dallara F2 2018 idêntico, equipado com um motor turbo V6 desenvolvido pela Mecachrome. As equipes competiram com pneus fornecidos pela Pirelli.
Os seguintes pilotos e equipes competiram no Campeonato de Fórmula 2 de 2023:
| Equipe                                       | N.º | Piloto             | Rodadas |
| -------------------------------------------- | --- | ------------------ | ------- |
| MP Motorsport                                | 1   | Dennis Hauger      | Todas   |
| MP Motorsport                                | 2   | Jehan Daruvala     | 1–12    |
| MP Motorsport                                | 2   | Franco Colapinto   | 13      |
| Rodin Carlin                                 | 3   | Enzo Fittipaldi    | Todas   |
| Rodin Carlin                                 | 4   | Zane Maloney       | Todas   |
| ART Grand Prix                               | 5   | Théo Pourchaire    | Todas   |
| ART Grand Prix                               | 6   | Victor Martins     | Todas   |
| Prema Racing                                 | 7   | Frederik Vesti     | Todas   |
| Prema Racing                                 | 8   | Oliver Bearman     | Todas   |
| Hitech Pulse-Eight                           | 9   | Jak Crawford       | Todas   |
| Hitech Pulse-Eight                           | 10  | Isack Hadjar       | Todas   |
| DAMS                                         | 11  | Ayumu Iwasa        | Todas   |
| DAMS                                         | 12  | Arthur Leclerc     | Todas   |
| Invicta Virtuosi Racing                      | 14  | Jack Doohan        | Todas   |
| Invicta Virtuosi Racing                      | 15  | Amaury Cordeel     | Todas   |
| PHM Racing by Charouz (1–12) PHM Racing (13) | 16  | Roy Nissany        | Todas   |
| PHM Racing by Charouz (1–12) PHM Racing (13) | 17  | Brad Benavides     | 1–9     |
| PHM Racing by Charouz (1–12) PHM Racing (13) | 17  | Josh Mason         | 10–13   |
| Trident                                      | 20  | Roman Staněk       | Todas   |
| Trident                                      | 21  | Clément Novalak    | 1–12    |
| Trident                                      | 21  | Paul Aron          | 13      |
| Van Amersfoort Racing                        | 22  | Richard Verschoor  | Todas   |
| Van Amersfoort Racing                        | 23  | Juan Manuel Correa | Todas   |
| Campos Racing                                | 24  | Kush Maini         | Todas   |
| Campos Racing                                | 25  | Ralph Boschung     | Todas   |
| Fonte:                                       |     |                    |         |

### Mudanças nas equipes
A equipe alemã de Fórmula 4, PHM Racing, assumiu a entrada e os ativos da Charouz Racing System no final da temporada de 2022 e competindo em cooperação com a equipe tcheca sob o nome de "PHM Racing by Charouz".
A Carlin passou a competir sob nova propriedade em 2023. O fabricante de automóveis Rodin Cars, com sede na Nova Zelândia, tornou-se o acionista majoritário da equipe. Com isso, a equipe passou a se chamar "Rodin Carlin".
A Hitech formou uma parceria com a empresa de hardware Pulse-Eight durante o período de intertemporada, mudando o nome oficial da equipe para "Hitech Pulse-Eight".
A Virtuosi Racing e o Invicta Watch Group anunciaram uma parceria estratégica de vários anos. Com isso, a equipe passou a se chamar "Invicta Virtuosi Racing".

#### Mudanças no meio da temporada
A PHM Racing se separou da Charouz Racing System a partir da 13ª rodada, perdendo assim o apoio da equipe tcheca e passando a operar de forma independente, removendo assim o nome "Charouz" da equipe.

## Calendário
Um calendário provisório com catorze etapas de duas corridas cada foi anunciado em 1 de novembro de 2022:
| Etapa  | Circuito                                  | Corrida curta  | Corrida longa  |
| ------ | ----------------------------------------- | -------------- | -------------- |
| 1      | Circuito Internacional do Barém, Sakhir   | 4 de março     | 5 de março     |
| 2      | Circuito Corniche de Gidá, Gidá           | 18 de março    | 19 de março    |
| 3      | Circuito de Albert Park, Melbourne        | 1 de abril     | 2 de abril     |
| 4      | Circuito Urbano de Bacu, Bacu             | 29 de abril    | 30 de abril    |
| 5      | Circuito de Ímola, Ímola                  | 20 de maio     | 21 de maio     |
| 6      | Circuito de Mônaco, Monte Carlo           | 27 de maio     | 28 de maio     |
| 7      | Circuito de Barcelona-Catalunha, Montmeló | 3 de junho     | 4 de junho     |
| 8      | Red Bull Ring, Spielberg                  | 1 de julho     | 2 de julho     |
| 9      | Circuito de Silverstone, Silverstone      | 8 de julho     | 9 de julho     |
| 10     | Hungaroring, Mogyoród                     | 22 de julho    | 23 de julho    |
| 11     | Circuito de Spa-Francorchamps, Stavelot   | 29 de julho    | 30 de julho    |
| 12     | Circuito de Zandvoort, Zandvoort          | 26 de agosto   | 27 de agosto   |
| 13     | Autódromo Nacional de Monza, Monza        | 2 de setembro  | 3 de setembro  |
| 14     | Circuito de Yas Marina, Abu Dhabi         | 25 de novembro | 26 de novembro |
| Fonte: |                                           |                |                |

## Resultados e classificações

### Resumo da temporada
| Etapa | Etapa | Circuito                        | Pole position   | Volta mais rápida | Piloto vencedor   | Equipe vencedora        |                   |
| ----- | ----- | ------------------------------- | --------------- | ----------------- | ----------------- | ----------------------- | ----------------- |
| 1     | C     | Circuito Internacional do Barém |                 | Oliver Bearman    | Ralph Boschung    | Campos Racing           |                   |
| 1     | L     | Circuito Internacional do Barém | Théo Pourchaire | Richard Verschoor | Théo Pourchaire   | ART Grand Prix          |                   |
| 2     | C     | Circuito Corniche de Gidá       |                 | Victor Martins    | Ayumu Iwasa       | DAMS                    |                   |
| 2     | L     | Circuito Corniche de Gidá       | Victor Martins  | Arthur Leclerc    | Frederik Vesti    | Prema Racing            |                   |
| 3     | C     | Circuito de Albert Park         |                 | Dennis Hauger     | Dennis Hauger     | MP Motorsport           |                   |
| 3     | L     | Circuito de Albert Park         | Ayumu Iwasa     | Frederik Vesti    | Ayumu Iwasa       | DAMS                    |                   |
| 4     | C     | Circuito Urbano de Bacu         |                 | Oliver Bearman    | Oliver Bearman    | Prema Racing            |                   |
| 4     | L     | Circuito Urbano de Bacu         | Oliver Bearman  | Isack Hadjar      | Oliver Bearman    | Prema Racing            |                   |
| 5     | C     | Circuito de Ímola               |                 | Corrida cancelada | Corrida cancelada | Corrida cancelada       | Corrida cancelada |
| 5     | L     | Circuito de Ímola               |                 | Corrida cancelada | Corrida cancelada | Corrida cancelada       | Corrida cancelada |
| 6     | C     | Circuito de Mônaco              |                 | Jack Doohan       | Ayumu Iwasa       | DAMS                    |                   |
| 6     | L     | Circuito de Mônaco              | Frederik Vesti  | Victor Martins    | Frederik Vesti    | Prema Racing            |                   |
| 7     | C     | Circuito de Barcelona-Catalunha |                 | Théo Pourchaire   | Frederik Vesti    | Prema Racing            |                   |
| 7     | L     | Oliver Bearman                  | Clément Novalak | Oliver Bearman    | Prema Racing      |                         |                   |
| 8     | C     | Red Bull Ring                   |                 | Zane Maloney      | Jak Crawford      | Hitech Pulse-Eight      |                   |
| 8     | L     | Red Bull Ring                   | Victor Martins  | Ayumu Iwasa       | Richard Verschoor | Van Amersfoort Racing   |                   |
| 9     | C     | Circuito de Silverstone         |                 | Ayumu Iwasa       | Frederik Vesti    | Prema Racing            |                   |
| 9     | L     | Circuito de Silverstone         | Victor Martins  | Victor Martins    | Victor Martins    | ART Grand Prix          |                   |
| 10    | C     | Hungaroring                     |                 | Ayumu Iwasa       | Dennis Hauger     | MP Motorsport           |                   |
| 10    | L     | Hungaroring                     | Jack Doohan     | Jack Doohan       | Jack Doohan       | Invicta Virtuosi Racing |                   |
| 11    | C     | Circuit de Spa-Francorchamps    |                 | Enzo Fittipaldi   | Enzo Fittipaldi   | Rodin Carlin            |                   |
| 11    | L     | Circuit de Spa-Francorchamps    | Oliver Bearman  | Jack Doohan       | Jack Doohan       | Invicta Virtuosi Racing |                   |
| 12    | C     | Circuito de Zandvoort           |                 | Sem premiação     | Isack Hadjar      | Hitech Pulse-Eight      |                   |
| 12    | L     | Circuito de Zandvoort           | Jak Crawford    | Clément Novalak   | Clément Novalak   | Trident                 |                   |
| 13    | C     | Circuito de Monza               |                 | Victor Martins    | Frederik Vesti    | Prema Racing            |                   |
| 13    | L     | Circuito de Monza               | Théo Pourchaire | Théo Pourchaire   | Oliver Bearman    | Prema Racing            |                   |
| 14    | C     | Circuito de Yas Marina          |                 | Victor Martins    | Frederik Vesti    | Prema Racing            |                   |
| 14    | L     | Circuito de Yas Marina          | Jack Doohan     | Victor Martins    | Jack Doohan       | Invicta Virtuosi Racing |                   |

### Sistema de pontuação
Os pontos eram atribuídos aos dez melhores classificados em ambas as corridas. O pole position da corrida longa também recebia dois pontos, e um ponto era dado ao piloto que estabelecesse a volta mais rápida nas corridas longa e curta, desde que esse piloto terminasse entre os dez primeiros. Nenhum ponto extra era concedido para o pole position da corrida curta, pois o grid para essa corrida era definido pela inversão dos doze melhores qualificados.
Pontos da corrida curta
Os pontos eram atribuídos aos dez melhores classificados. Pontos bônus eram concedidos ao piloto que estabelecesse a volta mais rápida e terminasse entre os dez primeiros. Nenhum ponto de volta mais rápida era concedido se ela fosse marcada por um piloto fora dos dez primeiros.
| Posição | 1.º | 2.º | 3.º | 4.º | 5.º | 6.º | 7.º | 8.º | 9.º | 10.º | VMR |
| Pontos  | 10  | 9   | 8   | 7   | 6   | 5   | 4   | 3   | 2   | 1    | 1   |

Pontos da corrida longa
Os pontos eram atribuídos aos dez melhores classificados. Pontos bônus eram concedidos ao pole position e ao piloto que estabelecesse a volta mais rápida e terminasse entre os dez primeiros.
| Posição | 1.º | 2.º | 3.º | 4.º | 5.º | 6.º | 7.º | 8.º | 9.º | 10.º | Pole | VMR |
| Pontos  | 25  | 18  | 15  | 12  | 10  | 8   | 6   | 4   | 2   | 1    | 2    | 1   |

### Campeonato de Pilotos
| Pos. | Piloto             | BAR | BAR | GID | GID | ALB | ALB | BAC | BAC | IMO | IMO | MON | MON | CAT | CAT | RBR | RBR | SIL | SIL | HUN | HUN | SPA | SPA | ZAN | ZAN | MNZ | MNZ | YMC | YMC | Pontos |
| Pos. | Piloto             | CC  | CL  | CC  | CL  | CC  | CL  | CC  | CL  | CC  | CL  | CC  | CL  | CC  | CL  | CC  | CL  | CC  | CL  | CC  | CL  | CC  | CL  | CC  | CL  | CC  | CL  | CC  | CL  | Pontos |
| ---- | ------------------ | --- | --- | --- | --- | --- | --- | --- | --- | --- | --- | --- | --- | --- | --- | --- | --- | --- | --- | --- | --- | --- | --- | --- | --- | --- | --- | --- | --- | ------ |
| 1    | Théo Pourchaire    | 5   | 1   | Ret | 13  | 18† | 2   | 15† | 3   | C   | C   | 8   | 2   | 2   | 7   | 14  | 7   | 2   | 3   | 4   | 6   | 2   | 2   | 19  | Ret | 4   | 3   |     |     | 191    |
| 2    | Frederik Vesti     | 17  | Ret | 6   | 1   | 8   | 4   | 2   | 4   | C   | C   | 9   | 1   | 1   | 5   | 9   | 3   | 1   | Ret | 9   | 2   | 6   | NL  | 7   | Ret | 1   | Ret |     |     | 166    |
| 3    | Ayumu Iwasa        | 4   | 8   | 1   | 4   | 13  | 1   | Ret | 12  | C   | C   | 1   | 10  | 8   | 4   | 11  | 2   | 21  | 5   | 2   | 4   | 7   | Ret | 13  | 13  | Ret | 2   |     |     | 152    |
| 4    | Jack Doohan        | 11  | 16  | 7   | 2   | Ret | 8   | 17† | 15  | C   | C   | 6   | Ret | 5   | 6   | 7   | 4   | 3   | 4   | 10  | 1   | 5   | 1   | 6   | NL  | 9   | 6   |     |     | 138    |
| 5    | Victor Martins     | 3   | Ret | 2   | Ret | 15  | 18  | 13† | DSQ | C   | C   | 7   | 8   | 3   | 3   | 2   | 9   | 7   | 1   | 7   | 3   | 4   | 5   | 2   | 9   | 2   | Ret |     |     | 131    |
| 6    | Oliver Bearman     | 15  | 14  | Ret | 10  | 7   | 17  | 1   | 1   | C   | C   | Ret | 11  | 7   | 1   | 8   | 5   | 6   | 8   | 3   | 12  | 12  | 7   | 3   | Ret | 6   | 1   |     |     | 130    |
| 7    | Enzo Fittipaldi    | 8   | 9   | 13  | 7   | NL  | Ret | 5   | 2   | C   | C   | 10  | Ret | 10  | 2   | Ret | 6   | 4   | 7   | 11  | 8   | 1   | 3   | 15  | 7   | 15  | 4   |     |     | 116    |
| 8    | Dennis Hauger      | 2   | Ret | 8   | 5   | 1   | 19† | 12† | 6   | C   | C   | 15  | 5   | 4   | 8   | 6   | 11  | 12  | 14  | 1   | 7   | 3   | DSQ | 9   | 5   | 12  | 5   |     |     | 102    |
| 9    | Richard Verschoor  | 22† | 5   | 16  | 6   | 10  | 7   | Ret | 8   | C   | C   | 4   | 4   | 6   | 10  | Ret | 1   | 18  | 16  | 13  | 10  | DSQ | 6   | 12  | 4   | 3   | 13  |     |     | 102    |
| 10   | Zane Maloney       | 9   | 3   | Ret | 17  | 5   | 5   | Ret | 11  | C   | C   | 5   | 3   | 15  | 16  | 18  | 15  | 10  | 2   | 12  | 16  | 10  | 4   | 5   | 2   | 14  | Ret |     |     | 96     |
| 11   | Kush Maini         | 7   | 4   | 5   | 12  | 3   | 9   | 4   | 5   | C   | C   | 13  | 6   | 18  | 17  | 16  | Ret | 13  | Ret | 6   | 20  | 18  | 8   | Ret | 18  | 5   | Ret |     |     | 60     |
| 12   | Jehan Daruvala     | 6   | 17  | 3   | 3   | 17  | 6   | 14† | 14  | C   | C   | 2   | 13  | 19† | 14  | Ret | 10  | 11  | 6   | 5   | 11  | Ret | Ret | 10  | 17  | 17  | 7   |     |     | 59     |
| 13   | Jak Crawford       | 14  | 12  | 9   | 15  | 2   | Ret | 3   | 9   | C   | C   | 3   | 9   | Ret | 13  | 1   | 8   | 14  | 10  | 14  | 17  | 14  | Ret | Ret | 3   | 13  | 16  |     |     | 56     |
| 14   | Isack Hadjar       | 20  | 7   | 12  | 9   | 6   | 15  | 11  | 7   | C   | C   | Ret | 12  | 12  | 20  | 3   | 12  | 5   | 15  | 8   | 5   | 15  | Ret | 1   | 6   | 11  | 11  |     |     | 47     |
| 15   | Arthur Leclerc     | 12  | 6   | 11  | 8   | 4   | 3   | 16† | 10  | C   | C   | 14  | Ret | 9   | 9   | 13  | Ret | 8   | 9   | 15  | 13  | 9   | 11  | 11  | 14  | 7   | Ret |     |     | 41     |
| 16   | Ralph Boschung     | 1   | 2   | 4   | 19  | NL  | 16  | Ret | 20  | C   | C   | Ret | Ret | 17  | 15  | 17  | 14  | 20  | Ret | Ret | 19  | 8   | 10  | Ret | 16  | 19  | 9   |     |     | 37     |
| 17   | Clément Novalak    | 16  | 13  | 15  | 16  | 11  | 11  | 7   | 16  | C   | C   | 17  | 17  | 11  | 21  | DSQ | 13  | 17  | 12  | Ret | Ret | 13  | 17  | 8   | 1   | 10  | Ret |     |     | 28     |
| 18   | Roman Staněk       | 13  | Ret | 17  | 14  | 16  | 14  | 8   | 17  | C   | C   | 12  | 7   | 13  | 12  | 5   | Ret | 15  | Ret | 16  | 14  | 15  | 9   | 14  | 16  | 8   | 10  |     |     | 15     |
| 19   | Juan Manuel Correa | 10  | 10  | 14  | 18  | 14  | 10  | 6   | 13  | C   | C   | 16  | 14  | Ret | 11  | 4   | 18  | 19  | 11  | 20  | 9   | 11  | 20  | 4   | 10  | 18  | 14  |     |     | 13     |
| 20   | Amaury Cordeel     | 21  | 15  | 19  | 20  | 12  | 13  | 9   | 19  | C   | C   | Ret | Ret | 14  | 19  | 15  | 17  | 16  | Ret | 19  | 21  | Ret | 15  | 16  | 8   | Ret | 8   |     |     | 8      |
| 21   | Roy Nissany        | 18  | 11  | 10  | 11  | 9   | Ret | Ret | 18  | C   | C   | Ret | 15  | 20† | 18  | 10  | 16  | 9   | 17  | 17  | 15  | 13  | 12  | 17  | 12  | Ret | 15  |     |     | 0      |
| 22   | Brad Benavides     | 19  | 18  | 18  | Ret | Ret | 12  | 10  | Ret | C   | C   | 11  | 16  | 16  | 22  | 12  | 19  | Ret | 13  | 18  | 18  | NP  | NP  | NP  | NP  | NP  | NP  |     |     | 0      |
| 22   | Josh Mason         | NP  | NP  | NP  | NP  | NP  | NP  | NP  | NP  | C   | C   | NP  | NP  | NP  | NP  | NP  | NP  | NP  | NP  | NP  | NP  | 19  | 14  | 18  | 15  | 16  | 12  |     |     | 0      |
| Pos. | Piloto             | CC  | CL  | CC  | CL  | CC  | CL  | CC  | CL  | CC  | CL  | CC  | CL  | CC  | CL  | CC  | CL  | CC  | CL  | CC  | CL  | CC  | CL  | CC  | CL  | CC  | CL  | CC  | CL  | Pontos |
| Pos. | Piloto             | BAR | BAR | GID | GID | ALB | ALB | BAC | BAC | IMO | IMO | MON | MON | CAT | CAT | RBR | RBR | SIL | SIL | HUN | HUN | SPA | SPA | ZAN | ZAN | MNZ | MNZ | YMC | YMC | Pontos |

| Cor        | Resultado             |
| ---------- | --------------------- |
| Ouro       | Vencedor              |
| Prata      | 2.º lugar             |
| Bronze     | 3.º lugar             |
| Verde      | Terminou, nos pontos  |
| Azul       | Terminou, sem pontos  |
| Púrpura    | Ret – Retirou-se      |
| Vermelho   | NQ – Não qualificado  |
| Preto      | DSQ – Desqualificado  |
| Branco     | NL – Não largou       |
| Branco     | C – Corrida cancelada |
| Azul claro | AT – Apenas Treino    |
| Sem cor    | NP – Não participou   |
| Sem cor    | Les – Lesionado       |
| Sem cor    | EX – Excluído         |

### Campeonato de Equipes
| Pos. | Equipe                  | BAR | BAR | GID | GID | ALB | ALB | BAC | BAC | IMO | IMO | MON | MON | CAT | CAT | RBR | RBR | SIL | SIL | HUN | HUN | SPA | SPA | ZAN | ZAN | MNZ | MNZ | YMC | YMC | Pontos |
| Pos. | Equipe                  | CC  | CL  | CC  | CL  | CC  | CL  | CC  | CL  | CC  | CL  | CC  | CL  | CC  | CL  | CC  | CL  | CC  | CL  | CC  | CL  | CC  | CL  | CC  | CL  | CC  | CL  | CC  | CL  | Pontos |
| ---- | ----------------------- | --- | --- | --- | --- | --- | --- | --- | --- | --- | --- | --- | --- | --- | --- | --- | --- | --- | --- | --- | --- | --- | --- | --- | --- | --- | --- | --- | --- | ------ |
| 1    | Prema Racing            | 15  | 14  | 6   | 1   | 7   | 4   | 1   | 1   | C   | C   | 9   | 1   | 1   | 1   | 8   | 3   |     |     |     |     |     |     |     |     |     |     |     |     | 206    |
| 1    | Prema Racing            | 17  | Ret | Ret | 10  | 8   | 17  | 2   | 4   | C   | C   | Ret | 11  | 7   | 5   | 9   | 5   |     |     |     |     |     |     |     |     |     |     |     |     | 206    |
| 2    | ART Grand Prix          | 3   | 1   | 2   | 13  | 15  | 2   | 13† | 3   | C   | C   | 7   | 2   | 2   | 3   | 2   | 7   |     |     |     |     |     |     |     |     |     |     |     |     | 163    |
| 2    | ART Grand Prix          | 5   | Ret | Ret | Ret | 18† | 18  | 15† | DSQ | C   | C   | 8   | 8   | 3   | 7   | 14  | 9   |     |     |     |     |     |     |     |     |     |     |     |     | 163    |
| 3    | DAMS                    | 4   | 6   | 1   | 4   | 4   | 1   | 16† | 10  | C   | C   | 1   | 10  | 8   | 4   | 11  | 2   |     |     |     |     |     |     |     |     |     |     |     |     | 137    |
| 3    | DAMS                    | 12  | 8   | 11  | 8   | 13  | 3   | Ret | 12  | C   | C   | 14  | Ret | 9   | 9   | 13  | Ret |     |     |     |     |     |     |     |     |     |     |     |     | 137    |
| 4    | Rodin Carlin            | 8   | 3   | 13  | 7   | 5   | 5   | 5   | 2   | C   | C   | 5   | 3   | 10  | 2   | 18  | 6   |     |     |     |     |     |     |     |     |     |     |     |     | 105    |
| 4    | Rodin Carlin            | 9   | 9   | Ret | 17  | NL  | Ret | Ret | 11  | C   | C   | 10  | Ret | 15  | 16  | Ret | 15  |     |     |     |     |     |     |     |     |     |     |     |     | 105    |
| 5    | MP Motorsport           | 2   | 17  | 3   | 3   | 1   | 6   | 12† | 6   | C   | C   | 2   | 5   | 4   | 8   | 6   | 10  |     |     |     |     |     |     |     |     |     |     |     |     | 101    |
| 5    | MP Motorsport           | 6   | Ret | 8   | 5   | 17  | 19† | 14† | 14  | C   | C   | 15  | 13  | 19† | 14  | Ret | 11  |     |     |     |     |     |     |     |     |     |     |     |     | 101    |
| 6    | Van Amersfoort Racing   | 10  | 5   | 14  | 6   | 10  | 7   | 6   | 8   | C   | C   | 4   | 4   | 6   | 10  | 4   | 1   |     |     |     |     |     |     |     |     |     |     |     |     | 85     |
| 6    | Van Amersfoort Racing   | 22† | 10  | 16  | 18  | 14  | 10  | Ret | 13  | C   | C   | 16  | 14  | Ret | 11  | Ret | 18  |     |     |     |     |     |     |     |     |     |     |     |     | 85     |
| 7    | Campos Racing           | 1   | 2   | 4   | 12  | 3   | 9   | 4   | 5   | C   | C   | 13  | 6   | 17  | 15  | 16  | 14  |     |     |     |     |     |     |     |     |     |     |     |     | 82     |
| 7    | Campos Racing           | 7   | 4   | 5   | 19  | NL  | 16  | Ret | 20  | C   | C   | Ret | Ret | 18  | 17  | 17  | Ret |     |     |     |     |     |     |     |     |     |     |     |     | 82     |
| 8    | Hitech Pulse-Eight      | 14  | 7   | 9   | 9   | 2   | 15  | 3   | 7   | C   | C   | 3   | 9   | 12  | 13  | 1   | 8   |     |     |     |     |     |     |     |     |     |     |     |     | 62     |
| 8    | Hitech Pulse-Eight      | 20  | 12  | 12  | 15  | 6   | Ret | 11  | 9   | C   | C   | Ret | 12  | Ret | 20  | 3   | 12  |     |     |     |     |     |     |     |     |     |     |     |     | 62     |
| 9    | Invicta Virtuosi Racing | 11  | 15  | 7   | 2   | 12  | 8   | 9   | 15  | C   | C   | 6   | Ret | 5   | 6   | 7   | 4   |     |     |     |     |     |     |     |     |     |     |     |     | 54     |
| 9    | Invicta Virtuosi Racing | 21  | 16  | 19  | 20  | Ret | 13  | 17† | 19  | C   | C   | Ret | Ret | 14  | 19  | 15  | 17  |     |     |     |     |     |     |     |     |     |     |     |     | 54     |
| 10   | Trident                 | 13  | 13  | 15  | 14  | 11  | 11  | 7   | 16  | C   | C   | 12  | 7   | 11  | 12  | 5   | 13  |     |     |     |     |     |     |     |     |     |     |     |     | 13     |
| 10   | Trident                 | 16  | Ret | 17  | 16  | 16  | 14  | 8   | 17  | C   | C   | 17  | 17  | 13  | 21  | DSQ | Ret |     |     |     |     |     |     |     |     |     |     |     |     | 13     |
| 11   | PHM Racing by Charouz   | 18  | 11  | 10  | 11  | 9   | 12  | 10  | 18  | C   | C   | 11  | 15  | 16  | 18  | 10  | 16  |     |     |     |     |     |     |     |     |     |     |     |     | 0      |
| 11   | PHM Racing by Charouz   | 19  | 18  | 18  | Ret | Ret | Ret | Ret | Ret | C   | C   | Ret | 16  | 20† | 22  | 12  | 19  |     |     |     |     |     |     |     |     |     |     |     |     | 0      |
| Pos. | Equipe                  | CC  | CL  | CC  | CL  | CC  | CL  | CC  | CL  | CC  | CL  | CC  | CL  | CC  | CL  | CC  | CL  | CC  | CL  | CC  | CL  | CC  | CL  | CC  | CL  | CC  | CL  | CC  | CL  | Pontos |
| Pos. | Equipe                  | BAR | BAR | GID | GID | ALB | ALB | BAC | BAC | IMO | IMO | MON | MON | CAT | CAT | RBR | RBR | SIL | SIL | HUN | HUN | SPA | SPA | ZAN | ZAN | MNZ | MNZ | YMC | YMC | Pontos |

| Cor        | Resultado             |
| ---------- | --------------------- |
| Ouro       | Vencedor              |
| Prata      | 2.º lugar             |
| Bronze     | 3.º lugar             |
| Verde      | Terminou, nos pontos  |
| Azul       | Terminou, sem pontos  |
| Púrpura    | Ret – Retirou-se      |
| Vermelho   | NQ – Não qualificado  |
| Preto      | DSQ – Desqualificado  |
| Branco     | NL – Não largou       |
| Branco     | C – Corrida cancelada |
| Azul claro | AT – Apenas Treino    |
| Sem cor    | NP – Não participou   |
| Sem cor    | Les – Lesionado       |
| Sem cor    | EX – Excluído         |

Notas:
- As linhas não estão relacionadas aos pilotos: dentro de cada equipe, as classificações individuais das corridas estão ordenadas exclusivamente com base na classificação final da corrida (não pelo total de pontos marcados no evento, o que inclui pontos de volta mais rápida e pole position).